# اچ‌ام‌اس ئی۵۰
اچ‌ام‌اس ئی۵۰ (به انگلیسی: HMS E50) یک زیردریایی بود که طول آن ۱۸۱ فوت (۵۵ متر) بود. این زیردریایی در سال ۱۹۱۶ ساخته شد.